# Lamogai
Le lamogai (ou akiuru ou mulakaino) est une des langues ngero-vitiaz, parlée par 3 650 locuteurs dans la province de Nouvelle-Bretagne occidentale, à l'intérieur du nord-ouest et dans deux régions de la côte sud. Ses dialectes sont : Ibanga (Ivanga), Pulie-Rauto (Rauto, Roto), Lomogai, Musen, Paret.